# 内夫 (卢森堡省)
内夫（法語：Neffe，法語發音：[nɛf]）是比利时瓦隆大区盧森堡省巴斯托涅的一个村庄。内夫是二战突出部之役期间德军和美军的战场。1944年12月18日，驻扎在这里的美军试图抗击德国装甲部队的突进。一番激战后，美军撤退至巴斯托涅。内夫最终于1945年1月1日获得解放。